# Tren Maglev
|  | Per a altres significats, vegeu «Maglev». |

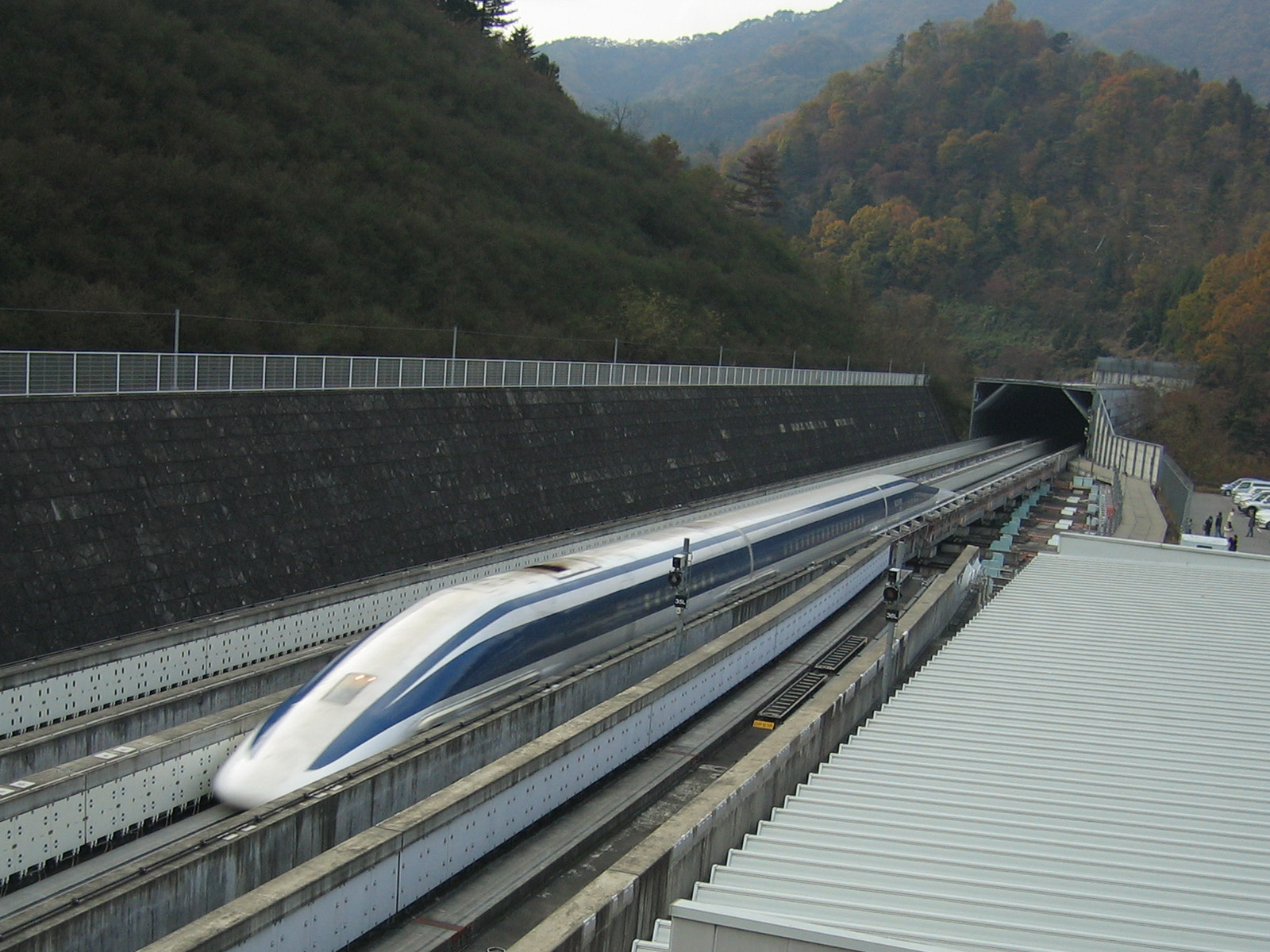
JR-Maglev

Tren Maglev, o tren magnetolevitant, és el nom que es dona als trens que funcionen amb levitació magnètica. La principal diferència amb els trens tradicionals és l'absència de contacte entre el vehicle i la via, reduint les friccions i permetent velocitats superiors.
Aquesta absència de fricció amb la via es deu a les forces de repulsió entre camps magnètics (del tren i de la pista) que sostenen el tren sense que toqui el monorail, i a una alternança en el camp magnètic que l'impulsa a alta velocitat. Hi ha un gran estalvi d'energia perquè la fricció queda reduïda a la resistència de l'aire, eliminant la que hi ha als eixos d'unes rodes carregades amb el pes del tren.
El camp magnètic es fa mitjançant bobines (al Transrapid), imants superconductors (al JR-Maglev), o per una sèrie de Matrius Halbach (a l'Inductrack). La força de repulsió a la pista és creada per un camp magnètic induït a la pista, amb cables o uns altres conductors.
L'únic tren Maglev que fa actualment servei és a Xangai (Transrapid). Aquest tren, en funcionament des del 2003, fa en menys de vuit minuts els 30 km entre Pudong (Longyang Road) i l'Aeroport Internacional de Xangai-Hongqiao. La velocitat màxima que assoleix és de 430 km/h a les hores punta, i de 300 km/h la resta de la jornada. Hi ha plans per allargar la línia fins a un lloc més cèntric.
Al nord d'Alemanya hi ha una línia de proves de la companyia Transrapid. Va ser on el 22 de setembre de 2006 hi va haver un greu accident que va fer 23 morts.
Al Japó també s'està experimentant amb una tecnologia semblant, que permetria la construcció de la Chuo Shinkansen, alternativa a la línia d'alta velocitat Tokaido. En aquesta línia de prova es va assolir el rècord mundial de velocitat en un tren tripulat, quan el 21 d'abril de 2015 un tren de proves va assolir els 603 km/h.

## Desenvolupament
A finals dels anys quaranta, l'enginyer elèctric britànic Eric Laithwaite, professor del Imperial College de Londres, va desenvolupar el primer model funcional a mida real d'un motor de inducció lineal. Va ser nomenat professor d'enginyeria elèctrica pesada a l'Imperial College el 1964, on va seguir desenvolupant el seu model. Els motors lineals no necessiten contacte físic entre el vehicle i la pista, per la qual cosa es van convertir en una part corrent dels sistemes avançats de transport a les dècades dels seixanta i setanta. Laithwaite es va unir a un d'aquests projectes, l'Aerolliscador amb Erugues, encara que el projecte va ser cancel·lat el 1973.
El motor lineal era idoni per a l'ús als sistemes maglev. A inicis dels setanta, Laithwaite va descobrir una nova disposició d'imants, el "riu magnètic", que van permetre a un sol motor lineal produir empenta vertical i horitzontal alhora, la qual cosa va permetre als sistemes maglev ser construïts amb un sol conjunt d'imants.
El primer transport hectomètric que va incorporar la tecnologia maglev va ser anomenat senzillament "MAGLEV" i va ser inaugurat per primera vegada en 1984 prop de Birmingham, Anglaterra. Va operar en una secció de monoraïl uns 600m de longitud, recorrent la distància entre l'Aeroport de Birmingham i l'Estació Internacional de Trens de Birmingham, aconseguint velocitats de 42 km/h. El sistema va ser clausurat el 1995 a causa de problemes de fiabilitat.

## Història

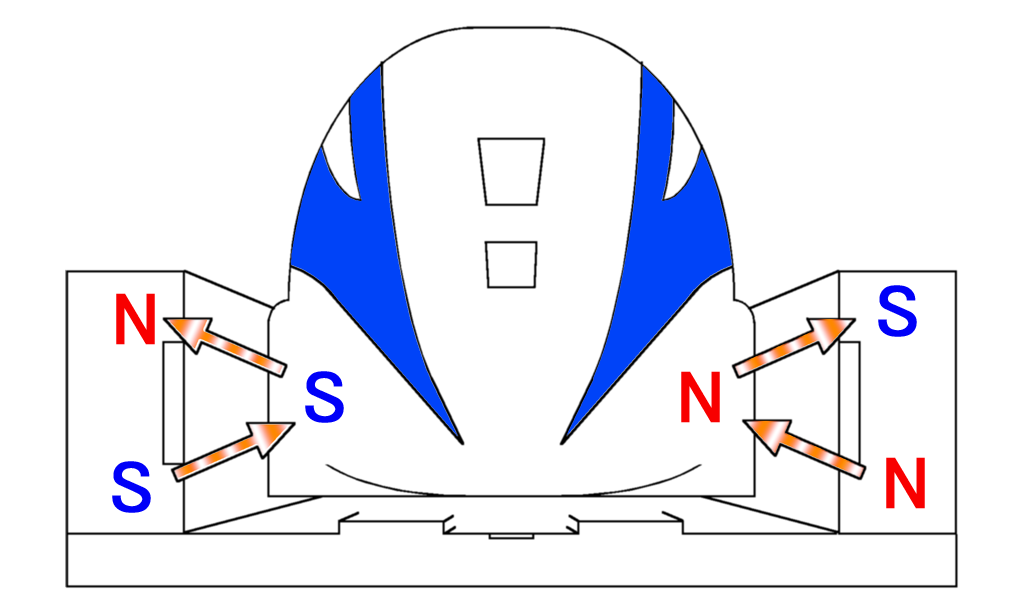
Esquema amb les fonts de forces magnètiques de suspensió.

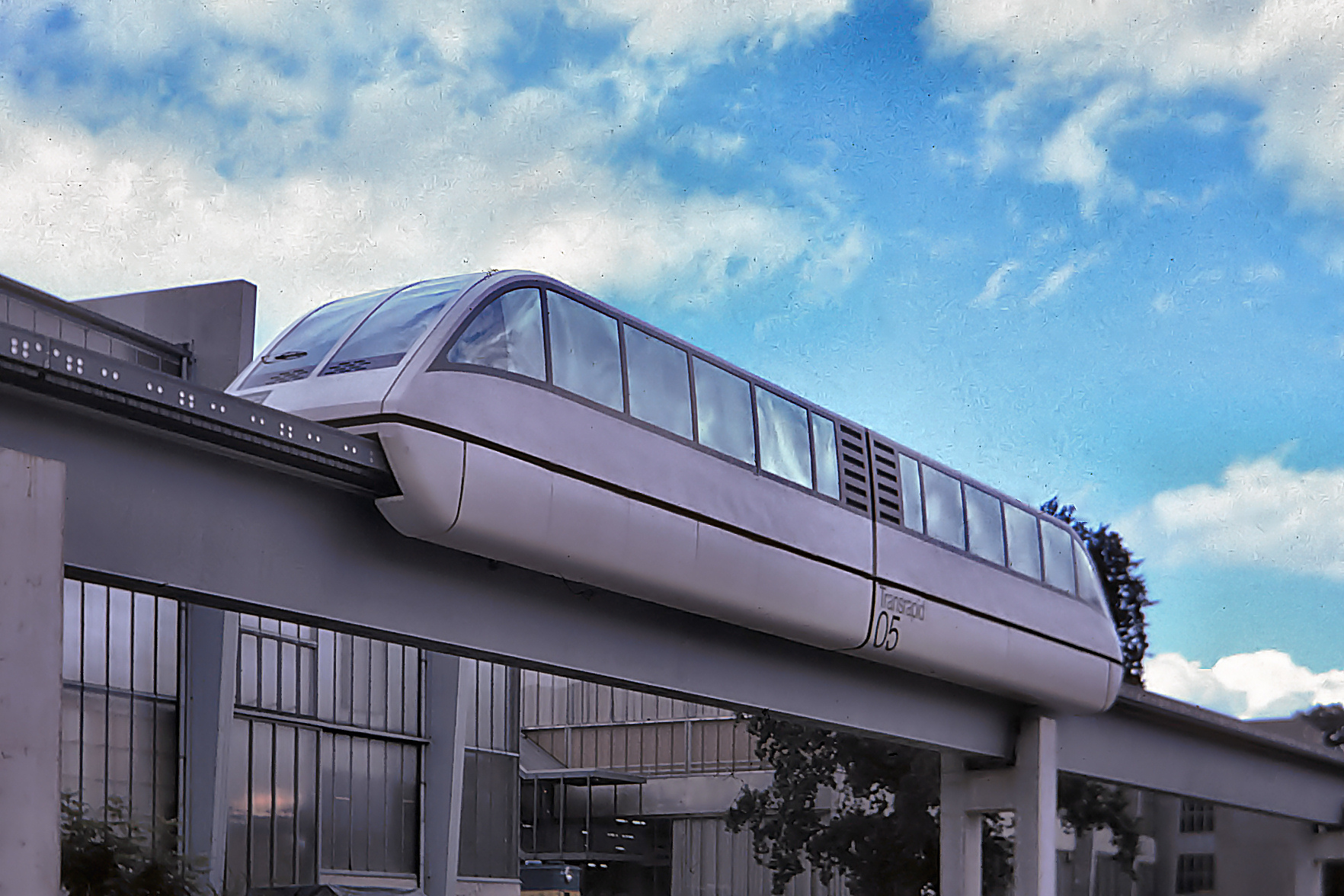
Transrapid 05 a l'Exposició de Transport Internacional (IVA) de 1979 a Hamburg, Alemanya.

### Primeres patents
S'han atorgat patents de transports d'alta velocitat a diversos inventors a diverses parts del món: Hermann Kemper (Alemanya) Les primeres patents dels Estats Units per a un tren propulsat per un motor lineal van ser atorgades a l'inventor Alfred Zehden (Alemanya). L'inventor obtindria les patents US patent (782312) (21 de juny de 1902) i la US patent (RE12700) (2 d'agost de 1907). Aquestes patents serien citades després pels llibres Electromagnetic apparatus generating a gliding magnetic field (Aparells electromagnètics que generen camp magnètic lliscant), de Jean Delassus.

### Hamburg, Alemanya (1979)
Transrapid 05 va ser el primer tren d'alta velocitat (maglev) amb propulsió d'estàtor llarg patentat per a transport de passatgers. Es va instal·lar a Hamburg el 1979 per a l'Exposició de Transport Internacional (International Transportation Exhibition– IVA 79), sobre una via de 908 metres. Hi va haver tant interès que va estar funcionant durant tres mesos després de concloure l'Exposició, arribant a transportar 50 passatgers. Va ser reassemblat a Kassel en 1980.

### Birmingham, Anglaterra (1984-1985)
El primer maglev de baixa velocitat totalment automatitzat va ser el que va circular des de l'Aeroport internacional de Birmingam fins a l'Estació de trens internacional de Birmingam entre 1984 i 1985.

## Tipologia dels trens
Avui dia hi ha tres classes de levitació magnètica:

### Suspensió electromagnètica. EMS (ElectroMagnetic System)

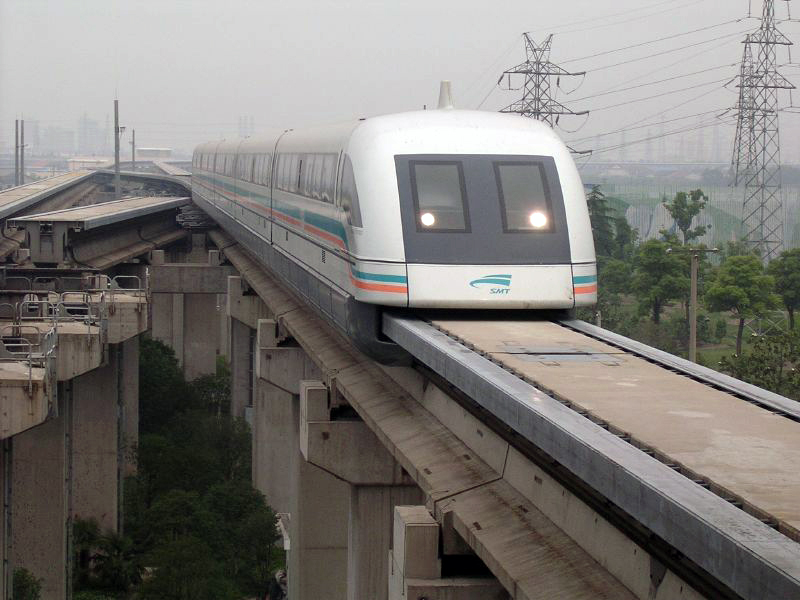
Un tren Maglev Transrapid.

La levitació es produeix per atracció entre les bobines col·locades en el vehicle i la via. Quan es posen en marxa els potents electroimants situats en el vehicle s'indueixen uns corrents pel rail ferromagnètic i es genera una gran força d'atracció, i ja que el rail no posseeix mobilitat, són els electroimants del tren els que es mouen en direcció al rail aixecant el tren completament. Uns sensors incorporats al tren s'encarreguen de regular el corrent que circula per les bobines. Com a resultat de l'atracció, el tren circularà aproximadament a un centímetre de distància del carril guia.
El principal avantatge de les suspensions EMS és que fan servir bobines convencionals en comptes dels superconductors que exigeix la suspensió EDS. Per tant, no són necessaris sistemes de refrigeració cars.
Però els trens de suspensió EMS tenen certes limitacions, la principal de les quals és la seva inestabilitat. Quan la distància entre la guia i els electroimants disminueix, la força d'atracció creix, i encara que el corrent elèctric circulant en els electroimants pot ser regulat immediatament per un ordinador, hi ha el perill que apareguin vibracions i que conseqüentment el tren toqui la via.
Una altra limitació d'aquest disseny maglev és l'enorme precisió de construcció que necessita, fet que n'encareix la producció notablement. Una petita desviació de pocs mil·límetres al llarg de l'estructura del tren pot resultar un desastre. A més, la guia ha d'estar ben fixada pels mateixos motius.
L'avantatge principal de la suspensió EMS, però, és que és relativament econòmica exceptuant el cost de la construcció de l'estructura.

### Suspensió electrodinàmica. EDS (ElectroDynamical System)
El seu funcionament és aconseguit mitjançant les forces de repulsió. La levitació EDS es basa en el diamagnetisme perfecte (propietat per part de cert materials de rebutjar qualsevol camp magnètic que intenti penetrar-los). Aquesta propietat es dona en materials superconductors i és anomenada "Efecte Meissner".
La suspensió EDS, per tant, consisteix en el fet que el superconductor rebutja les línies de camp magnètic de manera que no entren al seu interior, fet que provoca l'elevació del tren. S'utilitzen bobines de material superconductor als laterals de la part inferior del vehicle, les quals passen a uns centímetres de distància d'un conjunt de bobines situades al carril guia. A partir d'aquí, s'induirà un corrent elèctric en aquestes bobines (actuaran com electroimants) quan el tren hi passi a prop gràcies a complexos sistemes d'alimentació, i com que el tren porta incorporats a la seva part inferior els superconductors, es donarà lloc a una força de repulsió entre les bobines de la via i els superconductors, ja que aquests rebutjaran el camp magnètic creat per les bobines. La força de repulsió que es crea és tan elevada que permet aixecar tot el pes del vehicle.
Com que aquest sistema es basa en el corrent induït en la bobina de la via, la força de levitació és zero quan el vehicle està parat, per això el tren porta incorporades unes rodes pneumàtiques per al moment de l'arrencada i frenada. La força de levitació augmenta amb la velocitat del vehicle, encara que per sobre d'una determinada velocitat l'augment és mínim. Quan la força de levitació iguala el pes del vehicle, aquest comença a aixecar-se i automàticament les rodes pneumàtiques s'amaguen i queden inutilitzades.
Un dels majors avantatges del sistema EDS resideix en l'estabilitat, ja que l'efecte Meissner, a més d'encarregar-se d'aixecar el tren, també l'estabilitza gràcies a la seva propietat anomenada "flux pinning", que fa que les línies de camp magnètic quedin ben fixades. Aquesta estabilitat és lateral i també vertical.
A més, si el tren per algun motiu s'enfonsés lleugerament al carril guia, aquest respondria amb un augment de la força repulsiva, la qual equilibraria l'apropament. A més aquest sistema permet levitacions de fins a 15 cm, distància que supera notablement la del sistema de suspensió EMS. Això permet fer guies menys precises per aquest tipus de Maglev i protegeix dels danys que podrien causar petits terratrèmols.
Tanmateix, la utilització directa de superconductors provoca grans forces magnètiques dins dels vehicles, a la zona dels passatgers, de manera que s'utilitzen complexos sistemes d'aïllament dels camps magnètics, per tal de no perjudicar la salut dels passatgers. Una continuada exposició a camps magnètic molt elevats pot contribuir al desenvolupament d'algunes malalties com el càncer.
A més, el sistema de suspensió EDS és un sistema molt car degut a l'alt cost dels materials superconductors emprats i sobretot degut als potents sistemes de refrigeració necessaris per a mantenir els superconductors a baixa temperatura.

### Suspensió amb imants permanents. PMS (Permanent Magnetic System)
S'utilitzen imants permanents tant al vehicle com a la via. S'alineen els pols iguals per fer que el tren leviti per forces repulsives. Té guiatge electromagnètic, i la propulsió es fa amb un motor lineal. Aquesta tecnologia es va rebutjar per culpa de l'alt cost de les vies o guies, després de fer proves el 1972 i 1973 .

## Economia
A mesura que s'implementin més sistemes de levitació magnètica, els experts esperen que els costos de construcció disminueixin mitjançant l'ús de nous mètodes de construcció i d'economies d'escala.

### Sistemes d'alta velocitat
La línia de demostració de levitació magnètica de Xangai va costar 1200 milions de dòlars el 2004. Aquest total inclou costos de capital com ara la neteja del dret de pas, la conducció de pilons extensos, la fabricació de guies al lloc, la construcció del moll al lloc en intervals de 25 m, una instal·lació de manteniment i pati de vehicles , diversos canvis de vies, dues estacions, sistemes d'operació i control, sistema d'alimentació, cables i inversors i capacitació operativa. El nombre de passatgers no és l'enfocament principal d'aquesta línia de demostració, ja que l'estació de Longyang Road és als afores de l'est de Xangai. Quan la línia s'estengui a l'estació de tren del sud de Xangai i l'estació de l'aeroport de Hongqiao, cosa que pot no passar a causa de raons econòmiques, s'esperava que la quantitat de passatgers cobrís els costos d'operació i manteniment i generés ingressos nets significatius.
S'esperava que l'ampliació del sud de Xangai costés aproximadament 18 milions de dòlars nord-americans per quilòmetre. El 2006, el govern alemany va invertir $125 milions en el desenvolupament de reducció de costos de guies que van produir un disseny modular completament de formigó que és més ràpid de construir i un 30% menys costós. També es van desenvolupar altres noves tècniques de construcció que van posar el maglev a o per sota de la paritat de preus amb la nova construcció de trens d'alta velocitat.
L'Administració Federal de Ferrocarrils dels Estats Units, en un informe del 2005 al Congrés, va estimar el cost per milla entre 50 milions i 100 milions de dòlars. La Declaració d'Impacte Ambiental de l'Administració de Trànsit de Maryland (MTA) va estimar un preu de 4900 milions de dòlars nord-americans per a la construcció i 53 milions de dòlars a l'any per a les operacions del seu projecte.
Es va estimar que el maglev Chuo Shinkansen proposat a Japó costaria aproximadament 82 mil milions de dòlars per construir, amb una ruta que requereix llargs túnels. Una ruta de levitació magnètica Tokaido que reemplaçaria al Shinkansen actual costaria 1/10 del cost, ja que no es necessitaria un túnel nou, però els problemes de contaminació acústica ho van fer inviable.

### Sistemes de baixa velocitat
El HSST Linimo japonès, va costar aproximadament 100 milions de dòlars per quilòmetre per construir. A més d'oferir costos d'operació i manteniment millorats en comparació amb altres sistemes de trànsit, aquests maglev de baixa velocitat brinden nivells ultra alts de confiança operativa i introdueixen poc soroll i generen zero contaminació de l'aire en densos entorns urbans.